# Wola Drwińska
Wola Drwińska [pronunciación en polaco: /ˈvɔla ˈdrviɲska/] es un pueblo ubicado en el distrito administrativo de Gmina Drwinia, dentro del Condado de Bochnia, Voivodato de Pequeña Polonia, en Polonia del sur. Se encuentra aproximadamente a 2 kilómetros al este de Drwinia, a 14 kilómetros al norte de Bochnia, y a 38 kilómetros al este de la capital regional Kraków. Wawrzyniec Styczeń Nació allí.